# Орджоникидзе (Крым)
Орджоники́дзе (укр. Орджонікідзе) / Кайдаго́р (укр. Кайдагор, крымскотат. Кайгадор, Kaygador) — посёлок городского типа / посёлок на востоке Крымского полуострова. Входит в состав городского округа Феодосия Республики Крым (Орджоникидзевского поссовета Феодосийского горсовета АР Крым).

## Население
| 1959  | 1970  | 1979  | 1989  | 2001  | 2009  |
| ----- | ----- | ----- | ----- | ----- | ----- |
| 1477  | ↗2814 | ↗3619 | ↗4091 | ↘2880 | ↘2729 |
| 2010  | 2011  | 2012  | 2013  | 2014  |       |
| ↘2709 | ↘2678 | ↘2669 | ↘2643 | ↘2572 |       |

По данным переписи 1989 года в национальном отношении было учтено:
Всеукраинская перепись 2001 года показала следующее распределение по носителям языка:
| Язык       | Процент |
| ---------- | ------- |
| русский    | 92,82   |
| украинский | 6,71    |
| другие     | 0,39    |

## Современное состояние

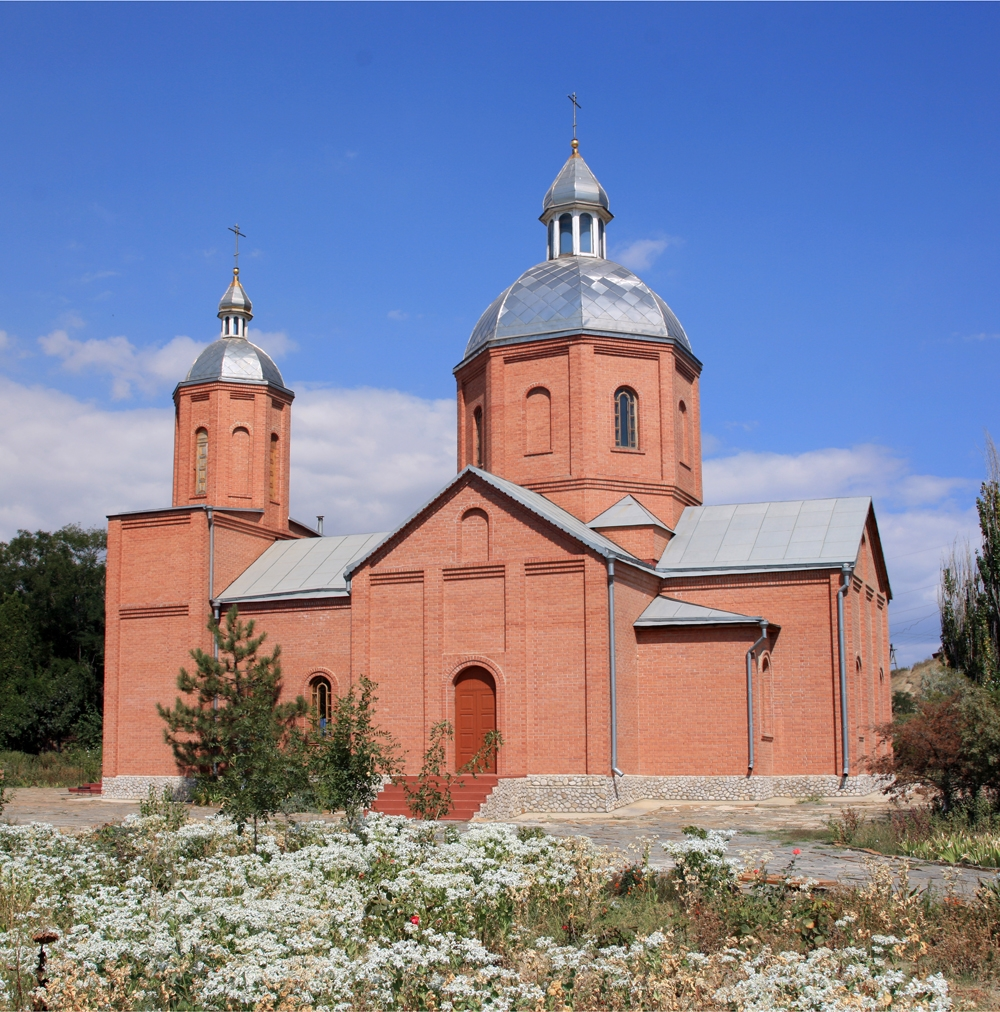
Церковь Стефана Сурожского

На 2018 год в Орджоникидзе числится 11 улиц, 5 переулков, 7 садовых товариществ, гаражно-строительный кооператив; на 2009 год, по данным сельсовета, посёлок занимал площадь 605,1 гектара, на которой проживало более 2,8 тысяч человек. В посёлке действуют средняя школа № 6, детский сад № 9 «Алые паруса», амбулатория, скорая помощь; спортивный комплекс, теннисный корт, стадион, отделение Почты России, библиотека, Дом культуры с кинозалом, церковь Стефана Сурожского, краеведческий музей. Посёлок Орджоникидзе связан с Феодосией городскими автобусами. Есть 3 детских лагеря отдыха и 3 базы отдыха. На территории Орджоникидзе установлены памятники Ленину, Серго Орджоникидзе и Сергею Кирову, обелиск Славы павшим в Великой Отечественной войне и воинам-афганцам. В 2007 году власти посёлка с целью привлечения туристов хотели переименовать посёлок в «Зурбаган».

## География
Посёлок находится в юго-восточной части Крымского полуострова, примерно в 14 километрах (по шоссе) от центра Феодосии (там же ближайшая железнодорожная станция), расположен на мысе Киик-Атлама. Со стороны Коктебеля посёлок омывается водами бухты Провато (часть Коктебельского залива). Мыс Киик-Атлама, состоящий из ряда невысоких гор, заканчивается приподнятостью (174 м), которая имеет почти со всех сторон скальные обрывистые берега. Транспортное сообщение осуществляется по региональным автодорогам 35Н-024 Южное — Орджоникидзе и 35Н-599 Феодосия — Орджоникидзе (по украинской классификации — О-0-11502 и С-0-11517).

## История
В Средние века территория посёлка носила название Провато, здесь находился генуэзский порт. В 1911 году под руководством контр-адмирала Михаила Владимировича Бубнова в посёлке началось строительство базы (завода) по испытанию морского оружия. До присвоения посёлку современного названия в 1937 году отдельные части его нынешней территории назывались Провальное и Двуякорный. Согласно Списку населённых пунктов Крымской АССР по Всесоюзной переписи 17 декабря 1926 года, на хуторе Двухякорный Коктебельского сельсовета Феодосийского района, числилось 6 дворов, все некрестьянские, население составляло 33 человека, из них 32 русских и 1 грек (в настоящее время военный городок «Двуякорный»). В 1939 году на территории завода началось строительство посёлка, открылись школа, детский сад. В то время на некоторых картах посёлок обозначался, как Бубновка. Согласно справочнику «Крымская область. Административно-территориальное деление на 1 января 1968 года» — с 1939 года — пгт, при этом на картах 1941 и 1942 года Орджоникидзе не обозначен.

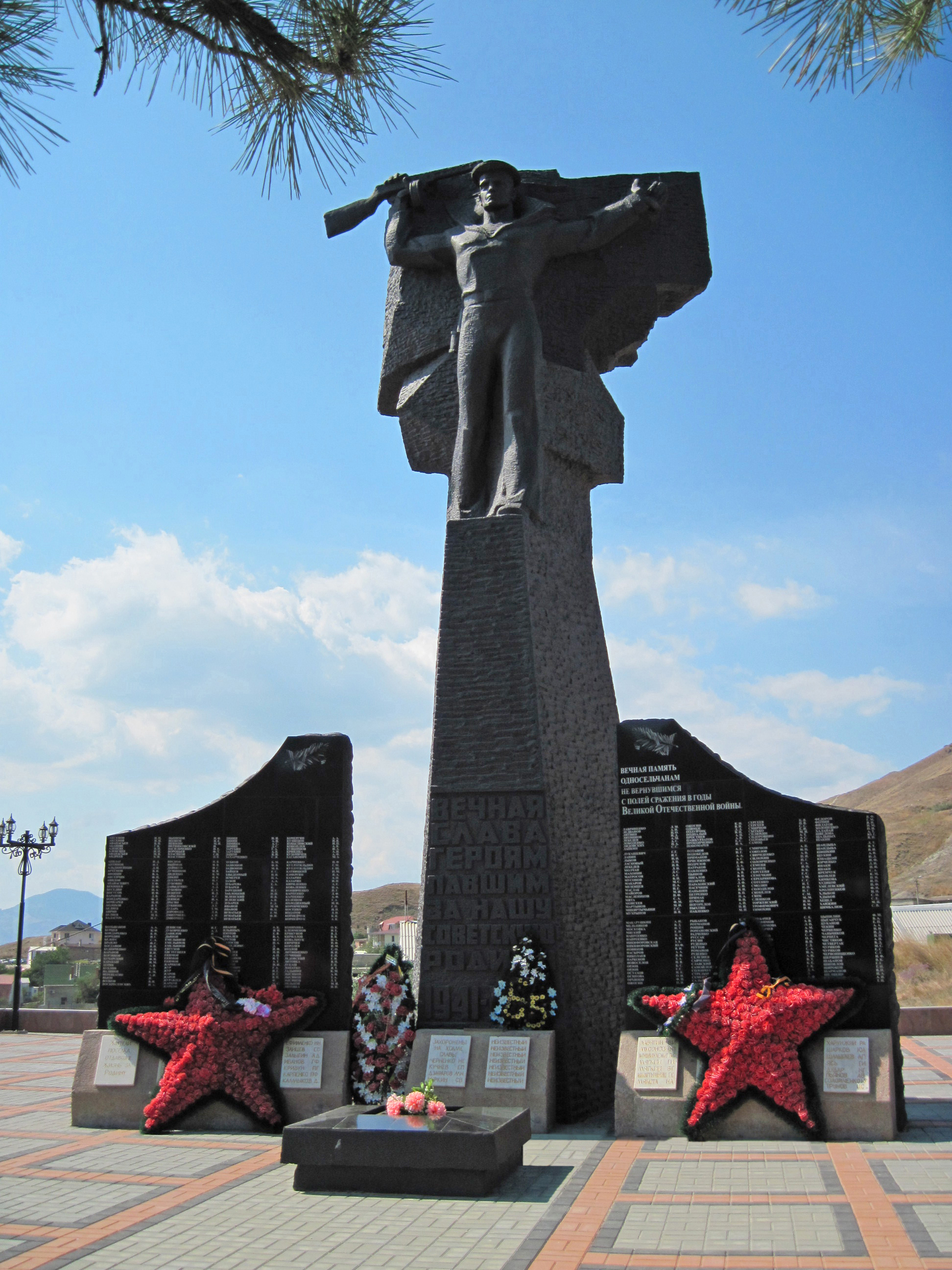
Монумент на холме Славы

В годы Великой Отечественной войны, в 1941 году посёлок оккупировали немецкие войска. Завод был эвакуирован в город Каспийск. На фронтах войны сражались и погибли около 440 жителей посёлка. В декабре 1941 года — январе 1942 года в ходе в ходе феодосийской десантной операции в боях в районе посёлка погибли бойцы 44-й армии. Останки девяти советских солдат были похоронены в братской могиле, которая находится на поселковом кладбище. В 1966 году на братской могиле на холме Славы был установлен памятник. Решением Крымского облисполкома № 67 от 7 февраля 1975 года в 1976 году, на средства завода «Гидроприбор» и Орджоникидзевского поселкового совета, сооружен новый памятник. Памятник сооружен за счет. Над памятником работали скульптор, заслуженный художник Автономной Республики Крым, Борис Борисович Лец и архитектор А. В. Бородкин. В 1985 году у монумента были установлены памятные доски с фамилиями жителей поселка, погибших в годы войны. В 1986 году при строительных работах в посёлке нашли останки четырёх советских воинов, также перезахороненных на холме Славы. Постановлением Совета министров Республики Крым № 627 от 20 декабря 2016 года отнесённый к категории объектов культурно-исторического наследия России регионального значения.
На 15 июня 1960 года в составе Феодосийского горсовета уже существовал Орджоникидзевский поссовет.
В советское время в посёлке размещались военные заводы «Гидроприбор» и «Гидроаппарат», занимавшиеся научно-исследовательской и опытно-конструкторской работой, испытанием и «сухой» переборкой электрических торпед различных калибров и типов, производством уникальной аппаратуры для контроля исправности торпедного оружия непосредственно на флотах, а также обучением и подготовкой специалистов для ВМФ. После обретения Украиной независимости «Гидроприбор» переименован в ОАО «Бухта Двуякорная» и впоследствии прекратил работу. С 12 февраля 1991 года посёлок в восстановленной Крымской АССР, 26 февраля 1992 года переименованной в Автономную Республику Крым. C 2000 года в посёлке действует православный храм Святого Стефана Сурожского.
В 2008 году в посёлке, на мысе Киик-Атлама, проводился архитектурный фестиваль «Зурбаган».
С 21 марта 2014 года в составе Крыма аннексировано Россией. 8 апреля 2014 года снова запущен завод «Гидроприбор».
12 мая 2016 года парламент Украины, не признающий аннексию Крыма Россией, принял постановление о переименовании посёлка в Кайгадор (укр. Кайгадор), в соответствии с законами о декоммунизации, однако данное решение не вступает в силу до «возвращения Крыма под общую юрисдикцию Украины».